# Cerro al Lambro
Cerro al Lambro är en ort och kommun i storstadsregionen Milano, innan 31 december 2014 i provinsen Milano, i regionen Lombardiet i Italien. Kommunen hade 5 127 invånare (2018).